# Княгининівська сільська рада
| Княгининівська сільська рада Княгининівської сільської об'єднаної територіальної громади (до 2016 року — Княгинівська сільська рада Луцького району Волинської області) — орган місцевого самоврядування Княгининівської сільської громади Волинської області з розміщенням у с. Княгининок. Рада складалася з 26 депутатів та голови. Перші вибори до ради об'єднаної громади та Княгининівського сільського голови відбулись 11 грудня 2016 року. Було обрано 26 депутатів ради, з них (за суб'єктами висування): самовисування — 12, УКРОП — 9, Всеукраїнське об'єднання «Свобода» та Всеукраїнське об'єднання «Батьківщина» — по 2, Громадський рух «Народний контроль» — 1. Головою громади обрали членкиню та висуванку УКРОПу Олену Твердохліб, на той час Княгининівського сільського голову. |

## Історія
До 30 червня 2016 року — Маяківська сільська рада. До 21 грудня 2016 року — адміністративно-територіальна одиниця в Луцькому районі Волинської області з підпорядкуванням сіл Княгининок, Буків, Зміїнець, Милушин, Милуші, Моташівка, Сирники.

### Населення
Згідно з переписом УРСР 1989 року чисельність наявного населення сільської ради становила 4335 осіб, з яких 2075 чоловіків та 2260 жінок.
За переписом населення України 2001 року в сільській раді мешкало 5089 осіб.

#### Мова
Розподіл населення за рідною мовою за даними перепису 2001 року:
| Мова       | Відсоток |
| ---------- | -------- |
| українська | 98,69 %  |
| російська  | 1,18 %   |
| білоруська | 0,08 %   |

## Керівний склад сільської ради
| ПІБ                       | Основні відомості                                                 | Дата обрання | Дата звільнення |
| ------------------------- | ----------------------------------------------------------------- | ------------ | --------------- |
| Ярмольський Ігор Петрович | Сільський голова, 1967 року народження, освіта, безпартійний      | 26.03.2006   | 31.10.2010      |
| Ярмольський Ігор Петрович | Сільський голова, 1967 року народження, освіта вища, безпартійний | 31.10.2010   |                 |

Примітка: таблиця складена за даними джерела